# Tom Gehrels
Tom Gehrels, nizozemsko-ameriški astronom, * 21. februar 1925, Haarlem, Nizozemska, † 12. julij 2011, Tucson, Arizona, Združene države Amerike.

## Življenje in delo
Gehrels je doktoriral leta 1956 na Univerzi v Chicagu. Poučeval je planetologijo na Univerzi Arizone v Tucsonu.
Pomagal je ustanoviti program Univerze Arizone Spacewatch za raziskovanje malih planetov in za iskanje blizuzemeljskih asteroidov.
Odkril je več kometov, med njimi periodične komete: 64P/Swift-Gehrels, 78P/Gehrels, 82P/Gehrels in 90P/Gehrels.
Odkril je tudi prek 3000 asteroidov, med njimi Apolonca 1864 Dedal in 5011 Pta in Amorca 4587 Rees, kakor tudi več Jupitrovih Trojancev.
Večino zadnjih asteroidov je odkril skupaj s skupino van Houtna in njegove žene van Houten-Groeneveld. Uporabljal je 1219 mm (48 palčni) Schmidtov daljnogled na Observatoriju Mount Palomar in pošiljal plošče dvema astronomoma v Observatorij Leiden, ki sta jih pregledala za morebitne nove asteroide. Trojica je naredila več kot nekaj tisoč odkritij.
Med 2. svetovno vojno je bil Gehrels član nizozemskega odporniškega gibanja. Izprašal je preživele politične ujetnike, ki so bili prisiljeni izdelovati rakete V-1 in V-2 pod von Braunovim nadzorom. Obtožil je von Brauna, da je bil bolj odgovoren in kriv za strogo ravnanje z zaporniki kot pa narekuje njegov uradni življenjepis.

## Dela
- Tom Gehrels (1988). Na steklastem morju: astronomovo potovanje (On the Glassy Sea: An Astronomer's Journey). American Institute of Physics, New York. ISBN 0-88318-598-9.